# Hopi
För den kinesiska staden som tidigare kallades Hopi, se Hebi.

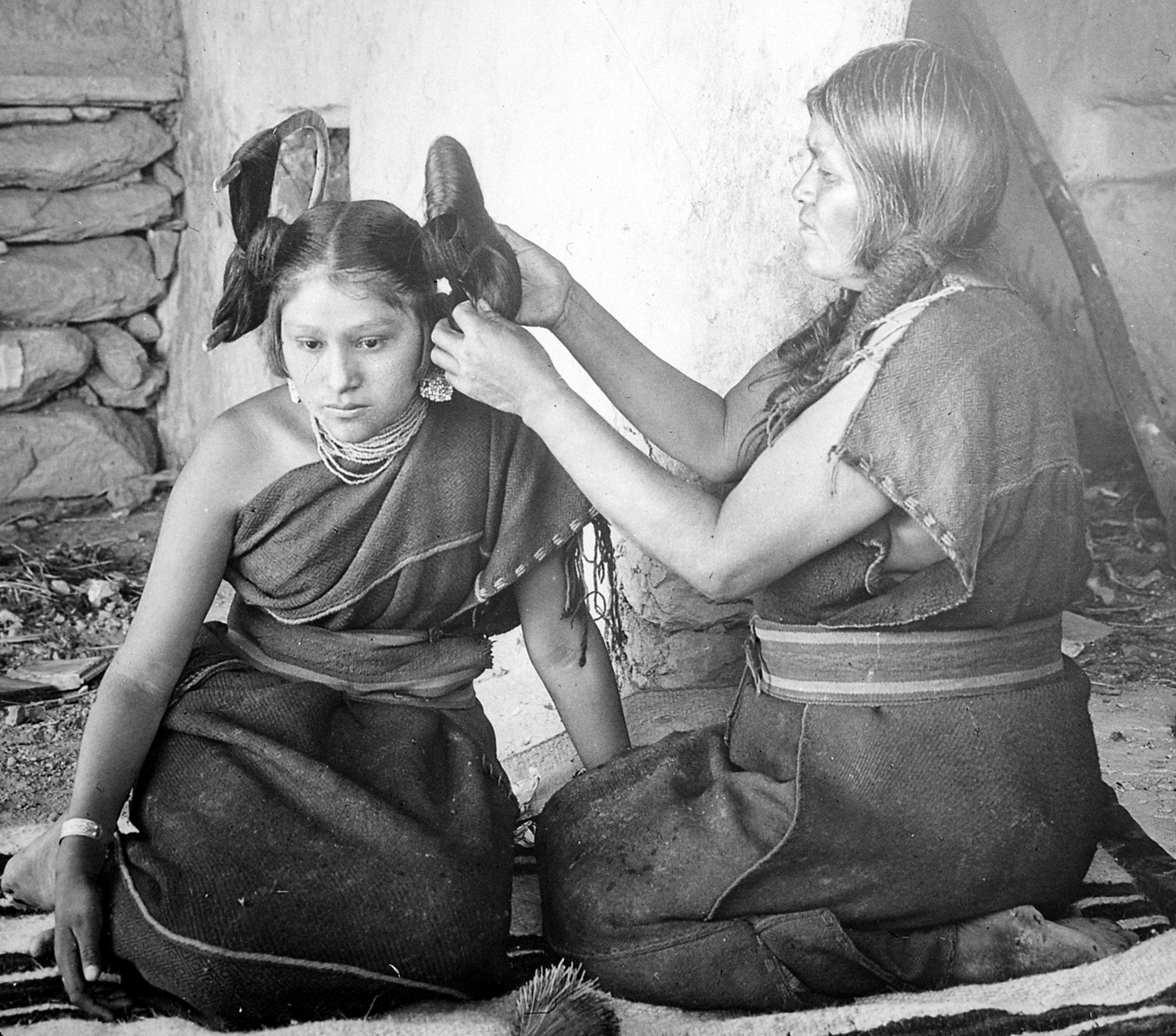
En hopikvinna kammar en ogift flicka.

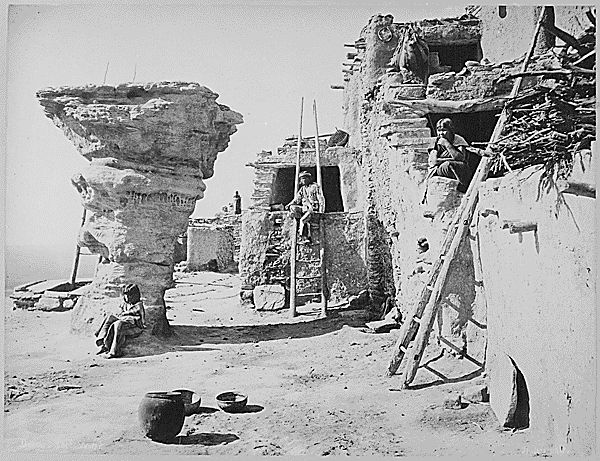
Dancers' Rock och hopibostadshus, First Mesa.

Hopi är ett uto-aztekiskt indianfolk i nordöstra Arizona, USA. De tillhör ökenpuebloindianernas kultursfär.

## Befolkning
Deras reservat täcker 12,635 km² och är helt omgivet av navajoernas reservat. Några hopi lever på Colorado River Indian Reservation vid Coloradofloden i västra Arizona tillsammans med mojave.) Tillsammans med dem bor även Hopi-Tewa. Vid folkräkningen 2000 rapporterade 15 275 människor att de räknade sig som helt eller delvis Hopi.

## Endonym
Hopiindianerna kallas sig själva Hopituh Sinom, "hopifolket". "Hopi" (bokstavligen: "uppför sig [väl]") är ett ord som representerar det andliga mål som hopi strävar efter; ett själsligt tillstånd där man befinner sig i fullständig balans med sin omgivning och i harmoni med alla ting; att leva upp till guden Maasaws läror. Traditionellt har hopi varit uppdelade i matrilinjära klaner, dvs när en man gifter sig blir barnen medlemmar av hustruns klan. En av de mest framstående klanerna är Björnklanen.

## Traditionell kultur
Hopi har mer än någon annan av USA:s ursprungsbefolkningar hållit fast vid sin traditionella, ceremoniella kultur, fastän även de påverkats av USA:s kultur. Den traditionella näringen var subsistensjordbruk som hopi behärskade väl. I modern tid har införandet av elektricitet och behovet av bilar och andra konsumtionsvaror gjort att hopi i allt högre grad använt kontanter och sökt arbete utanför sina traditionella marker vid sidan av sin traditionella försörjning. Hopi har även påverkats av missionärer från flera olika trossamfund, masskonsumtion och alkoholism, men förblir fasta vid sina traditioner.

## Bosättningar

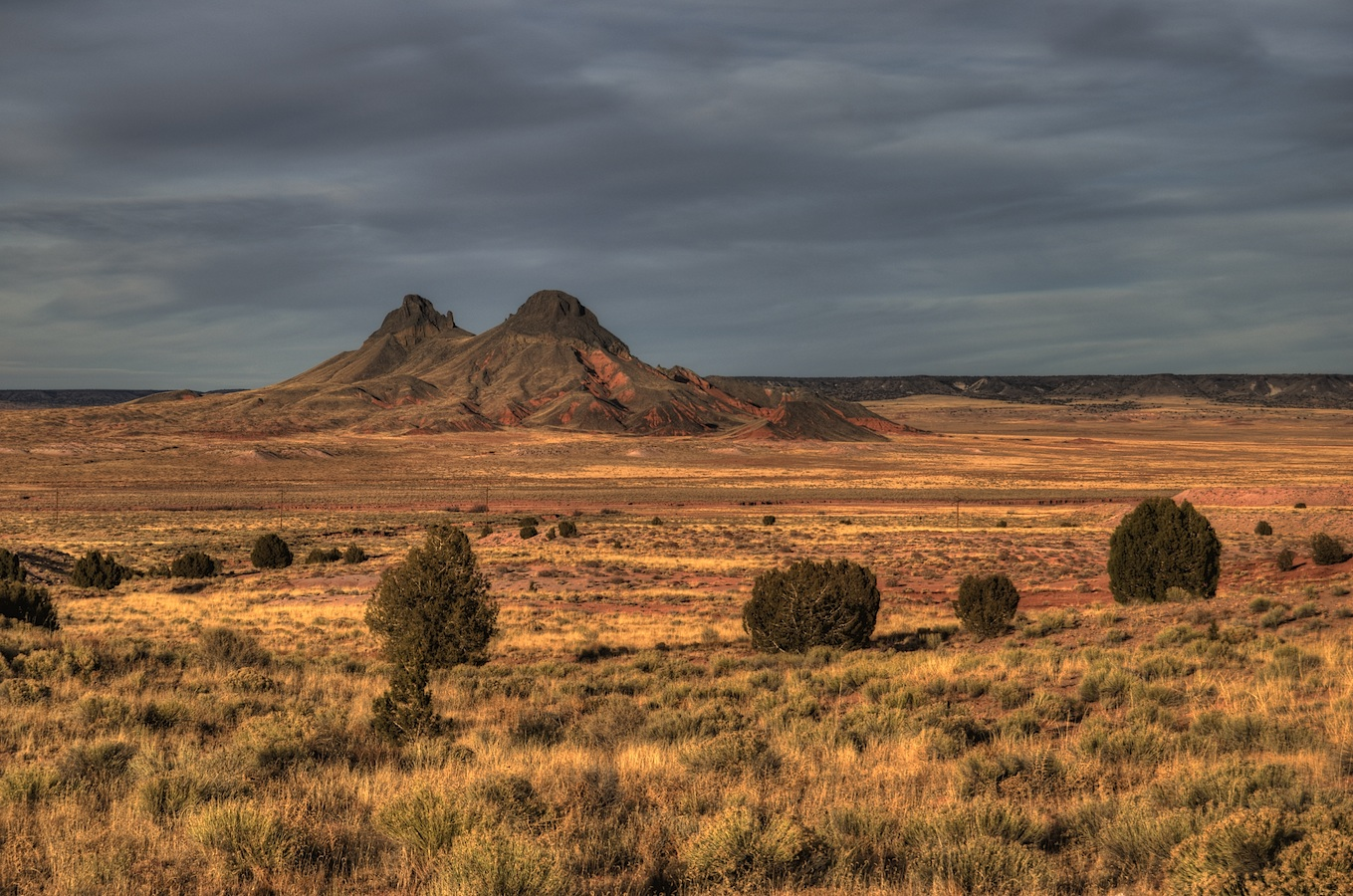
Landskap i hopiernas hemland.

### Traditionella byar
Första mesan
- Walpi

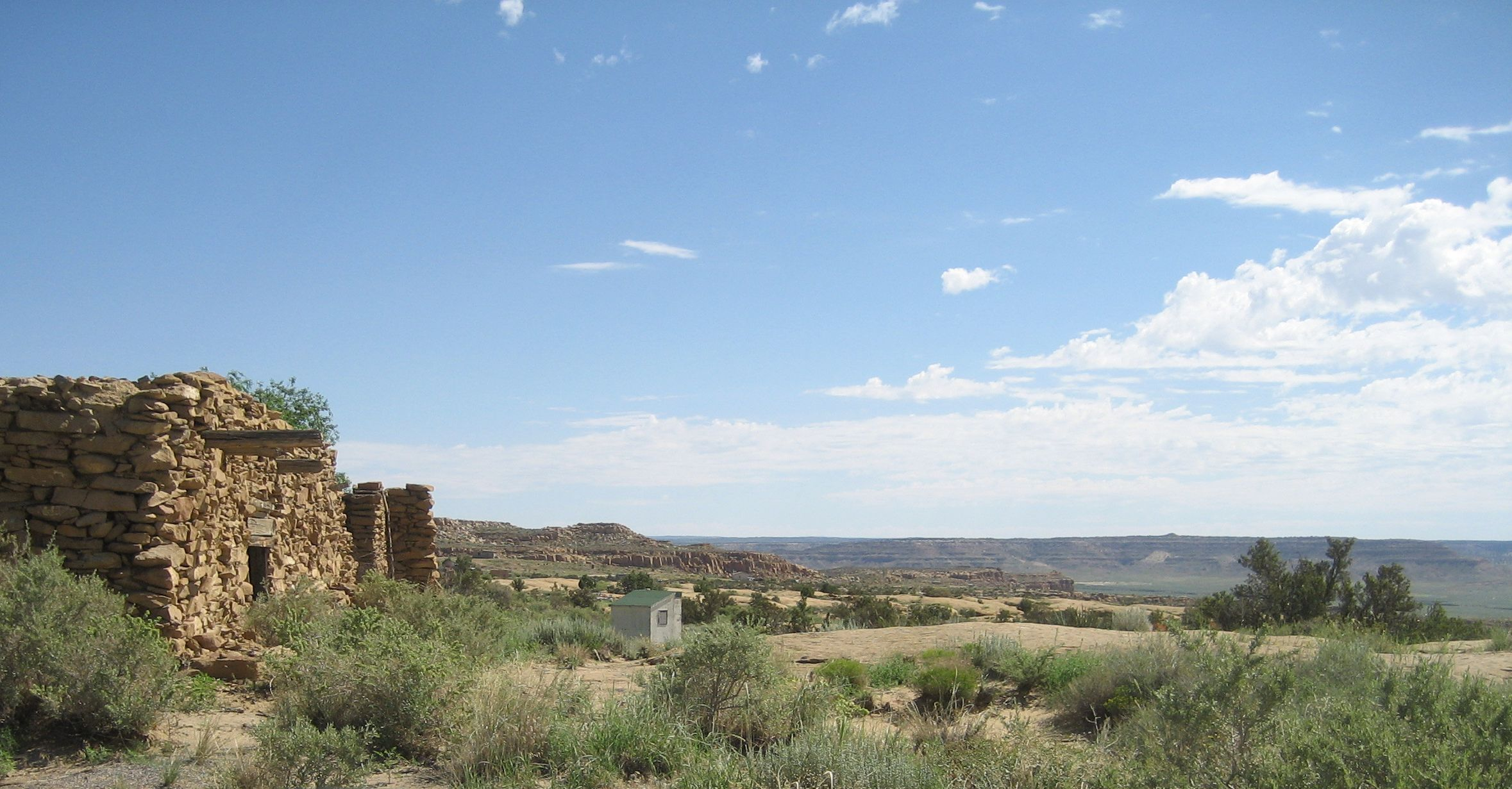
Gamla hus i utkanten på Oraibi.

- Tewa (Hano), huvudsakligen befolkad av Hopi-Tewa
- Sichomovi

Andra mesan
- Shongopovi
- Mishongnovi
- Sipawlavi

Tredje mesan
- Hoatvela
- Paaqavi
- Moenkop
- Oraibi

### Senare tillkomna samhällen
- Keams Canyon
- Lower and Upper Moenkopi

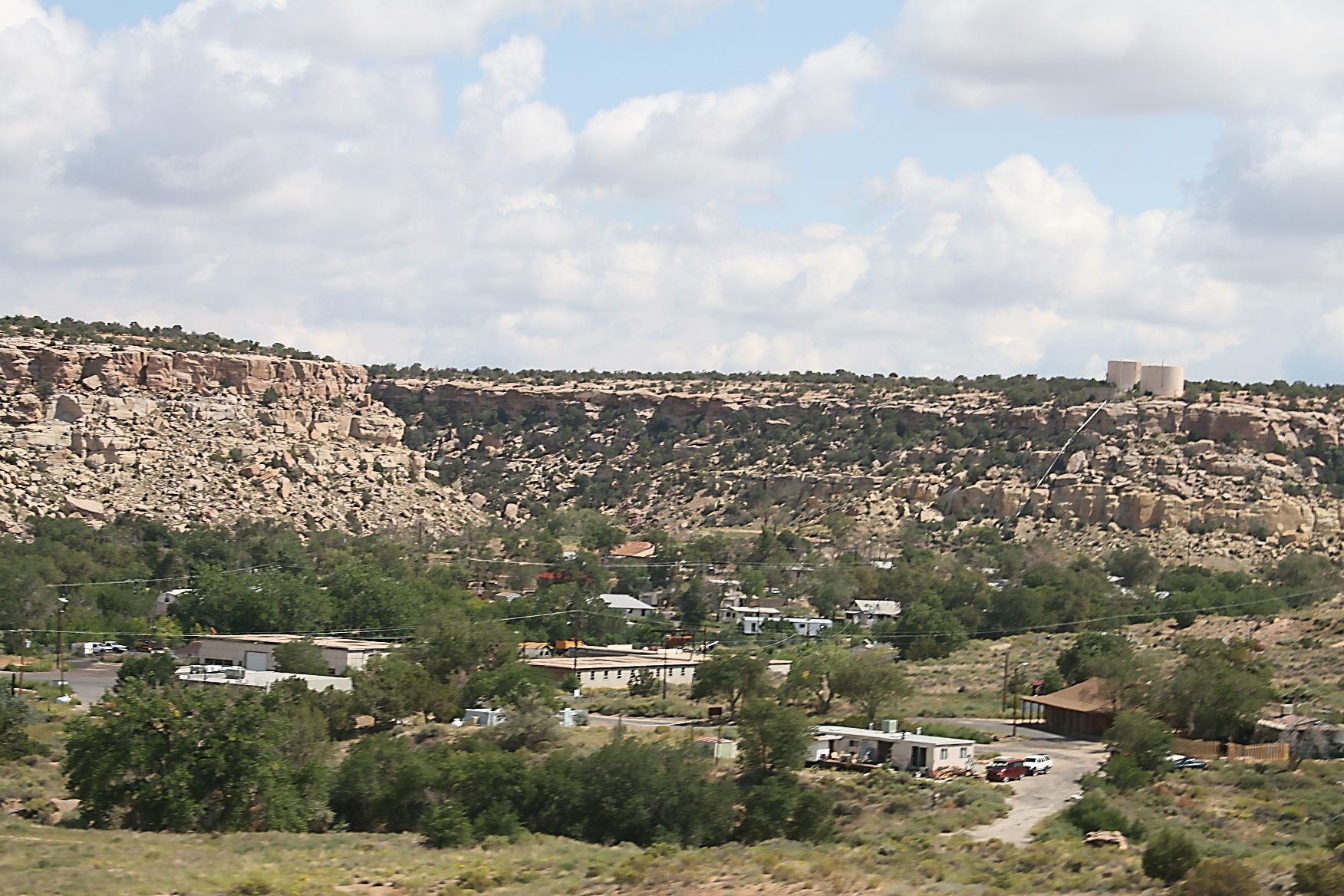
Keams Canyon

- Polacca, ungefär en tredjedel Hopi-Tewa
- Winslow West
- Yuh Weh Loo Pah Ki (Spider Mound)]
- New Oraibi eller Kiqotsmovi